# 维什雷
维什雷（法語：Vicherey，法語發音：[viʃʁɛ] ⓘ）是法国大東部大區孚日省的一个市镇，属于讷沙托区。

## 地理
维什雷（48°22'59"N, 5°56'12"E）面积5.88 平方千米，位于法国大東部大區孚日省，该省份为法国东北部内陆省份，北起默兹省和默尔特-摩泽尔省，西接上马恩省，南至上索恩省和贝尔福地区省，东临上莱茵省和下莱茵省。
与维什雷接壤的市镇（或旧市镇、城区）包括：伯沃赞、特拉蒙埃米、特拉蒙拉叙、特拉蒙圣安德烈、马孔库尔、普勒沃赞、兰维尔、松库尔。
维什雷的时区为UTC+01:00、UTC+02:00（夏令时）。

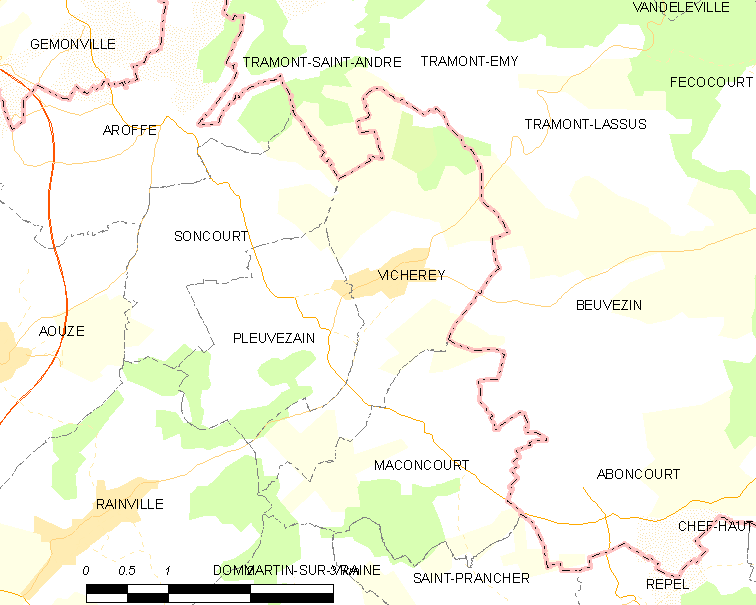
维什雷的OSM定位图

## 行政
维什雷的邮政编码为88170，INSEE市镇编码为88504。

## 政治
维什雷所属的省级选区为米尔库尔县。

## 人口

1962-2008年间维什雷人口变化图示

维什雷于2022年1月1日时的人口数量为158人。